# Parexilisia simulator
Parexilisia simulator är en fjärilsart som beskrevs av De Toulgoët 1958. Parexilisia simulator ingår i släktet Parexilisia och familjen björnspinnare. Inga underarter finns listade i Catalogue of Life.